# Saint-Sorlin-de-Morestel
Saint-Sorlin-de-Morestel là một xã của tỉnh Isère, thuộc vùng Rhône-Alpes, đông nam nước Pháp.